# Selim Sarper
Selim Rauf Sarper né le 14 juin 1899 à Constantinople (Empire Ottoman) et mort le 11 octobre 1968 à Istanbul (Turquie) est un homme politique et diplomate turc.
Il termine ses études secondaires à Berlin, il commence ses études de droit à l'Université Humboldt de Berlin mais diplômé de la faculté de droit de l'Université d'Ankara. Il rejoint au ministère des affaires étrangères en 1927. Il est chef de cabinet du ministre des affaires étrangères et directeur général du média (1940-1944). Il est ambassadeur de Turquie à Moscou (1944-1946), à Rome (1946-1947), représentant permanent de Turquie auprès de l'ONU à New York (1947-1957) et auprès de l'OTAN (1957-1960). Il est secrétaire général du ministère des affaires étrangères en 1960, il est ministre du média et du tourisme (1960-1961) et ministre des affaires étrangères (1960-1962). Il est député d'Istanbul sur la liste de CHP (1961-1968).
Son gendre Adnan Kural (1910-1972) et son petit-fils Turgut Kural (1966-2018) étaient aussi ambassadeur.